# Christine Windbichler
Christine Windbichler (* 8. Dezember 1950 in Wiesbaden) ist eine deutsche Juristin und Professorin an der Humboldt-Universität zu Berlin.

## Werdegang
Nach dem Abitur studierte Windbichler Rechtswissenschaften an der Universität Mainz und der Universität München. Das Studium schloss sie 1974 mit der Ersten Juristischen Staatsprüfung ab. 1976 wurde sie an der Universität München mit einer Arbeit zum Thema Unternehmensverträge und Zusammenschlusskontrolle zum Dr. iur. promoviert. Im Anschluss an das 1977 abgelegte zweite Staatsexamen war sie als Rechtsanwältin tätig. 1978/79 folgte ein Studienaufenthalt in den USA, wo sie an der Universität Berkeley den akademischen Grad eines LL.M. erlangte. Ab 1980 war Windbichler Akademische Rätin am Institut für Handels-, Wirtschafts- und Arbeitsrecht der Universität München. Hier habilitierte sie sich 1988 mit einer von Götz Hueck betreuten Arbeit zum Arbeitsrecht im Konzern. Nach Lehrstuhlvertretungen an der Universität Osnabrück und der Universität zu Köln nahm sie 1989 einen Ruf an die Universität Freiburg im Breisgau an. 
Zum 1. Oktober 1992 wechselte Windbichler an die Humboldt-Universität zu Berlin. Dort war sie bis zu ihrer Emeritierung 2016 Inhaberin des Lehrstuhls für Handels- und Wirtschaftsrecht, Arbeitsrecht und Rechtsvergleichung. 1999/2000 war sie Dekanin der Juristischen Fakultät.
1994 wurde Windbichler zum ordentlichen Mitglied der Berlin-Brandenburgischen Akademie der Wissenschaften, Sozialwissenschaftliche Klasse ernannt. Seit 1998 ist sie Mitglied des Beirats für den gewerblichen Mittelstand und die freien Berufe beim Bundesminister für Wirtschaft und Technologie. Seit 2011 ist sie Mitglied der Leopoldina. Aus Anlass ihres 70. Geburtstags ehrten Kollegen und Wegfährten sie mit einer Festschrift.

## Veröffentlichungen (Auswahl)
- Unternehmensverträge und Zusammenschlusskontrolle. Heymann, Köln/Berlin/Bonn/München 1977, ISBN 3-452-18291-6.
- Arbeitsrecht im Konzern. C. H. Beck, München 1989, ISBN 3-406-33881-X.
- Gesellschaftsrecht. C. H. Beck, München 2009, ISBN 978-3406593840 (22. Auflage).
- Hrsg. mit Stefan Grundmann, Hans-Peter Schwintowski, Thomas Raiser, Christian Kirchner, Martin Weber: Unternehmensrecht zu Beginn des 21. Jahrhunderts. Festschrift für Eberhard Schwark zum 70. Geburtstag. München: Verlag C. H. Beck, 2009, ISBN 978-3-406-58820-4.